# Insnesia disjunta
Insnesia disjunta är en insektsart som beskrevs av Leonard D. Tuthill 1964. Insnesia disjunta ingår i släktet Insnesia och familjen rundbladloppor. Inga underarter finns listade i Catalogue of Life.